# كازي نو بون

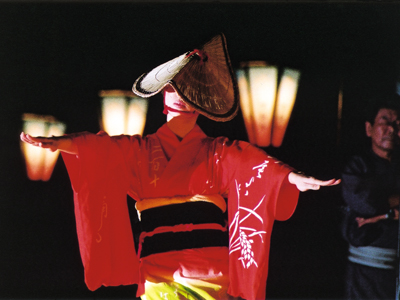
راقصة كازي نو بون

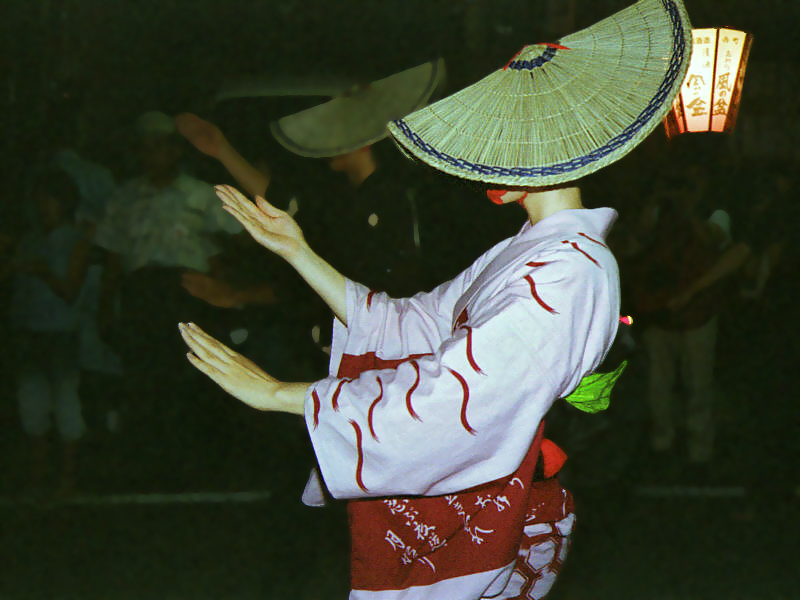
راقصة كازي نو بون

كازي نو بون (باليابانية: おわら風の盆) هو مهرجان ياباني يقام كل عام من 1 إلى 3 سبتمبر في ياتسو، توياما، اليابان. تترجم "Kaze-no-Bon" حرفياً إلى بون رقصة الريح (بالإنجليزية: Bon Dance of the Wind)‏.
أصبح هذا المهرجان، الذي يعود تاريخه إلى حوالي 300 عام، مؤخرًا منطقة جذب سياحي شهيرة إلى منطقة جبلية قليلة السكان. أقيم المهرجان الأصلي من أجل تهدئة الأعاصير والسماح بحصاد وفير من الأرز.
يقام المهرجان بشكل فريد في الليل، مما يخلق جوًا يصفه المتفرجون أحيانًا بأنه «زاحف». الشوارع مزينة بالفوانيس الورقية، وصفوف طويلة من الشباب والشابات، وجوههم مغطاة بقبعات من القش منخفضة الحواف، يرقصون في نفس الوقت على الموسيقى الحزينة. هذا النمط الخاص من الموسيقى هو أيضًا فريد من نوعه في المنطقة، باستخدام كوكيو غير المعروف إلى حد ما. صوت الإناث التقليدي مع شاميسن وغالبًا ما يصاحبهُ كوكيو.
تغطي القبعات، التي يرتديها الكيمونو المطابق، وجوه الراقصين لإخفائهم من غضب الرب الذي يأملون في استرضائه. ومن السمات الأخرى للراقصين أنهم جميعاً غير متزوجين. نشأ هذا في الأفكار التقليدية التي قد تغضب المؤدين المشاركين في المهرجان الآلهة من خلال رقصهم، وأن أداء الرقص هو شكل من أشكال التضحية بالنفس. ومع ذلك، تُعتبر هذه أسبابًا خرافية، مع وجود تفسيرات أخرى أكثر حداثة - مثل أداء الراقصين للقاء شباب آخرين غير متزوجين.
بصرف النظر عن الرقص، يتم تقديم الألعاب والحلي والأطعمة والخدمات التقليدية الأخرى أيضًا من المتاجر الصغيرة التي تصطف في الشوارع. يعتبر الورق الياباني الخاص تذكارًا شهيرًا لزوار هذا المهرجان.

## روابط خارجية
- Owara Kaze-no-Bon Festival